# Tetramorium atratulum
Tetramorium atratulum (лат.) — вид муравьёв рода Tetramorium трибы Crematogastrini из подсемейства Myrmicinae (Formicidae). Мелкие дегенерировавшие муравьи, паразитирующие на дерновых муравьях Tetramorium caespitum. Ранее более 100 лет был известен под именем Anergates atratulus.

## Распространение
Голарктика. Европа (Франция; Германия; Греция; Италия; Испания; Швейцария; Великобритания; Россия), Северная Америка.

## Описание
Каста рабочих отсутствует. Челюсти очень маленькие с одним апикальным зубцом. Самцы бескрылые, дегенерировавшие, кутикула очень тонкая и депигментированная (окраска бледная). Антенны 10—11 члениковые. Формула щупиков редуцирована до минимальной у муравьёв: 1,1. Самки физогастрические, их брюшко чрезмерно увеличивается в период яйцекладки, как у маток термитов и муравьёв-кочевников (Dorylinae, Ecitoninae).
Социальные паразиты, использующие для развития и размножения семьи дерновых муравьёв Tetramorium caespitum (Creighton, 1950, Czechowski et al., 2002) и Tetramorium impurum (Buschinger, 1995, Czechowski et al., 2002). Численность паразитов может быть значительной: 270 самок и 26 самцов в одном гнезде Tetramorium (Boven 1977), и даже 1.000 половых особей Anergates atratulus в одном муравейнике (Czechowski et al 2002).
В 2021 году соцпаразит Anergates atratulus впервые был найден у муравьёв Tetramorium staerckei. В лабораторных условиях впервые доказана конкуренция самок Anergates за самцов своего вида.

## Систематика
Этот вид был впервые описан как Myrmica atratula Schenck, 1852, а в 1874 году известный швейцарский мирмеколог Огюст Анри Форель выделил его в отдельный род Anergates Forel, 1874.
В 2014 году в ходе ревизии подсемейства мирмицины было предложено синонимизировать род Anergates с родом Tetramorium, в связи с чем вид Anergates atratulus был переименован в Tetramorium atratulum. Объединяется в группу с родственным Tetramorium inquilinum. Однако, это вызвало дискуссию в мирмекологическом сообществе, многие европейские учёные с этим не согласились и продолжают (в том числе, в 2022 году) использовать старое название Anergates atratulus.

## Красная книга
Эти муравьи включены в «Красный список угрожаемых видов» (англ. IUCN Red List of Threatened Animals) международной Красной книги Всемирного союза охраны природы (The World Conservation Union, IUCN) в статусе Vulnerable D2 (таксоны в уязвимости или под угрозой исчезновения).

## Галерея

Tetramorium atratulum. Самка сбоку
Tetramorium atratulum. Самка сверху
Самка Tetramorium atratulum, голова
Самец Tetramorium atratulum, голова